# Grósz Emil
Grósz Emil (Nagyvárad, 1865. szeptember 30. – Budapest, 1941. december 8.) orvos, szemész. A magyarországi szemészet jelentős alakja, több szembetegség kórtani leírása és gyógykezelésének kidolgozása fűződik a nevéhez. Három évtizeden keresztül, 1905 és 1936 között töltötte be a Budapesti Tudományegyetem I. számú szemklinikájának igazgatói tisztét.
Többgenerációs szemészdinasztia tagja: nagyapja Grósz Frigyes (1798–1858), apja Grósz Albert (1819–1901), fia pedig Grósz István (1909–1985) volt. Nagyapja még zsidó vallású, ő maga pedig konvertita, azaz áttért volt.

## Életútja
Középiskoláit szülővárosában végezte, majd 1882-től a Budapesti Tudományegyetem orvostudományi karán tanult. 1887-ben szerzett orvosi oklevelet és középiskolai egészségtan-tanári képesítést, ezt követően az egyetemi szemklinika gyakornoka lett. 1888-ban külföldi tanulmányutat tett, s ugyanebben az évben nevezték ki a szemklinika tanársegédévé, később adjunktusává. 1893–1894-ben, Schulek Vilmos távollétében a klinika igazgatóhelyettesi feladatait látta el, 1894-ben pedig magántanárrá habilitált az elméleti és gyakorlati szemtükrözés tárgykörében. 1900-ban nyilvános rendkívüli tanári kinevezést kapott a fővárosi egyetemen.
Oktatómunkájával párhuzamosan 1900 és 1904 között előbb a Szent János, majd a Szent István, illetve a Szent Rókus Kórház szemész főorvosaként tevékenykedett. Időközben 1903-ban trachomaügyi kormánybiztossá nevezték ki, ezt a tisztséget 1918-ig látta el. 1905-ben a Budapesti Tudományegyetemen a szemészet nyilvános rendes tanárává lépett elő, egyúttal az I. számú szemklinika igazgatójává nevezték ki Schulek Vilmos betegeskedése miatt. Ez utóbbi tisztséget egészen 1936. évi nyugdíjazásáig betöltötte. Schulek 1905-ben bekövetkezett halála után szemészprofesszorrá nevezték ki. Az 1914/1915-ös tanévben az orvostudományi kar dékáni feladatait is ellátta. A Tanácsköztársaság leverésekor több tanárt, így Grósz Emilt is átmenetileg elmozdították az egyetem karáról. Házastársa felvinci Takáts Margit volt.

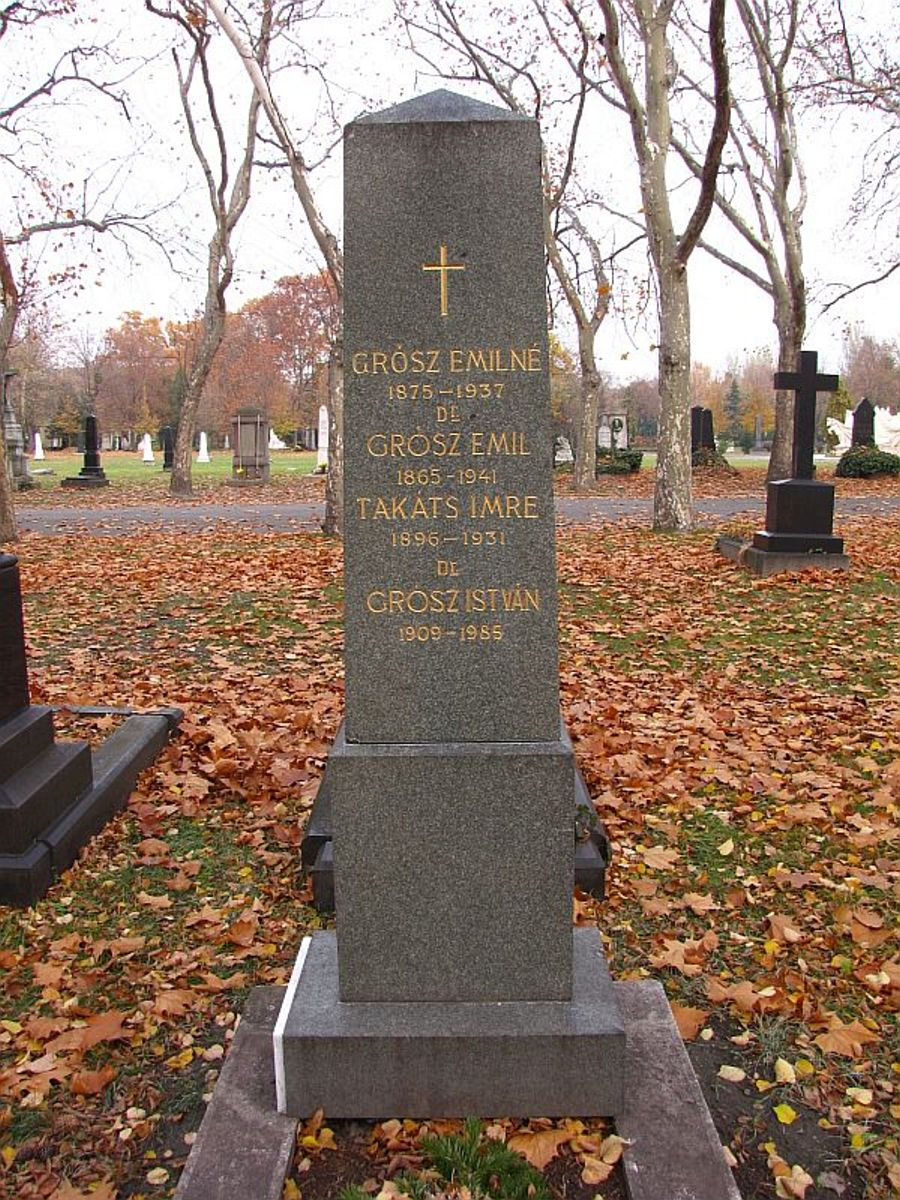
Sírja a Fiumei úti sírkertben (29/2-4-19)

## Munkássága
A szemészet több ágában jelentős eredményeket ért el, diagnosztikával, patológiával, sebészettel és terápiával egyaránt foglalkozott. Behatóan vizsgálta degeneratív szemlencse-elváltozások (szürke és zöld hályog), a szivárványhártya- (iritis) és a szaruhártya-gyulladás (keratitis), a retinaleválás (ablatio retinae), a retinadaganat (glioma retinae), a tábeszes látóideg-sorvadás (tabes optica), a pangásos pupilla, az üvegtestgyulladás (hyalitis) kórtanát, de foglalkozott a kancsalság és a vakság patológiájával is. Több szemészeti műtéti eljárást dolgozott ki, világszerte elterjedt az öregkori szürke hályog általa bevezetett sebészeti kezelése. Kormánybiztosként sokat tett a népbetegségként számon tartott fertőző kötőhártya-gyulladás, a trachoma leküzdéséért.
Jelentős tevékenységet fejtett ki a tudományszervezés és az orvostovábbképzés terén. Tudományos kapcsolatokat épített ki több külföldi szemészeti intézménnyel és társasággal. A budapesti szemklinikát elismert iskolává és tudományos műhellyé fejlesztette. Maga a klinika is az ő irányítása mellett költözött át 1908-ban egy új épületbe (Mária utca), illetve az Üllői úti klinikai telep felépítését is ő érte el. Az országban ezenkívül is több szemkórházat és kórházi szemosztályt létesített. Személyében tisztelik a magyarországi intézményes szemorvosképzés megteremtőjét.
Az Orvosi Hetilap mellékletének, a Szemészet című folyóiratnak a szerkesztője volt, illetve 1911-ben az Orvosképzés alapító társszerkesztője lett. Ez utóbbi, a tanfolyamok programja mentén haladó lapot 1938-ig szerkesztette Scholtz Kornéllal közösen. Állandó munkatársa volt nemzetközi szemészeti folyóiratoknak, például a Zeitschrift für Augenheilkunde és az Archiv für Augenheilkunde című szaklapoknak is. Hoor Károllyal szerkesztett háromkötetes szemészeti monográfiája, önálló kötetei és egyetemi jegyzetei mellett szaktanulmányai jelentek meg a fenti folyóiratok mellett az Egészség, a Budapesti Szemle, az Egyetértés és a Magyar Orvosi Archívum lapjain.
Élete vége felé önéletrajzot írt Ötven év munkában címmel.
Sírhelye a Kerepesi temetőben először az 50. parcellában, majd a 47. parcellában volt. Mai sírja a Fiumei úti sírkert 29/2-es parcellájában, a 4-19. sírhelyen található, ahol feleségével és 34 éves korában elhunyt világbajnok teniszező fiával, Takáts (Grósz) Imrével (1896–1931), valamint az ugyancsak szemész főorvossá, egyetemi oktatóvá vált fiával, Grósz Istvánnal (1909–1985) nyugszik.

### Társasági tagságai és elismerései
1905-től 1919-ig töltötte be elsőként a Magyar Szemorvostársaság elnöki tisztét, melynek egyben alapító tagja is volt. Emellett 1911-től alelnöke, 1926-tól pedig tíz éven át elnöke volt a Vallás- és Közoktatásügyi Minisztérium által 1912-ben is elismert Orvosi Továbbképzés Központi Bizottságának (a bizottságot 1936-ban megszüntették). Aktívan részt vett nemzetközi szemészeti társaságok munkájában is, tagja volt a heidelbergi Német Szemészeti Társaságnak (Deutsche Ophthalmologische Gesellschaft), a Francia Szemészeti Társaságnak (Société Française d’ophtalmologie) és az Egyesült Királyság Szemészeti Társaságának (Ophthalmological Society of the United Kingdom).
1909-ben Budapesten nemzetközi orvosi kongresszust tartottak, melynek főtitkára lett. A kongresszuson végzett tevékenységéért jutalmul magyar királyi udvari tanácsosi tisztséget kapott.
Tudományos érdemei elismeréseként 1930-ban Corvin-koszorút vehetett át, 1932-ben pedig a Lyoni Egyetem díszdoktorává avatták.
1933-ban Kaczvinszky János-plakettel jutalmazták az orvostovábbképzés terén szerzett érdemei elismeréséül.

### Főbb művei
- Jelentés a Nagyváradi Szemgyógyintézet 50 éves működéséről: 1830–1855 és 1858–1882. Nagyvárad. 1886.[8]
- Szemészeti diagnostica. Budapest. 1893.
- A vasúti alkalmazottak látásáról. Budapest. 1895.
- Az egyetemek magántanári intézménye: előadás. Budapest. 1896.
- Előadások a szemtükrözésről. Budapest. 1897.
- A szembajok összefüggése a szervezet egyéb betegségeivel: : egyetemi előadások vázlata. Budapest. 1900. (Hoór Károllyal)
- Az orvosképzés új rendje Magyarországon és külföldön. Budapest. 1902.
- A szem vizsgálásának módszerei:  : egyetemi előadások vázlata. Budapest. 1902.
- A trachomaellenes védekezés alapelvei. Budapest. 1903.
- A sympathiás szemgyuladás: : a Budapesti Kir. Orvosegyesület 1903. január 10-iki ülésén tartott előadás. Budapest. 1903.
- Magyarország szemklinikái, szemkórházai és szemészeti osztályai. Budapest. 1904.
- Az orvosképzésről: Előadás. Budapest. 1906.[9]
- A glaucoma: Gyakorló orvosok számára tartott előadás. Budapest. 1907.
- A szemészet kézikönyve I–III. Budapest. 1910–1911. (Hoor Károllyal közösen szerkesztve)
- A trachoma. Budapest. 1910.
- A szemészet újabb haladása: öt előadás. Budapest. 1912.
- A budapesti Királyi Magyar Tudomány-Egyetem 1. számú Szemklinikájának működése az 1904-1913-ig terjedő tiz év alatt. Budapest. 1914.
- Az orvosi tudomány a háborúban. Budapest. 1915. (= Hadi Beszédek, 13.)
- A szemészet békében és háborúban: Előadás. Budapest. 1917.
- Indikation der Zyklodyalise. Heidelberg. 1924.
- Előadások, beszédek, tanulmányok, 1900-1925. Budapest. 1925.
- The operative treatment of glaucoma. (Archives of Ophthalmology, 1931 március).
- Extraction of senile cataract. Budapest. 1931.
- Postgraduate medical work in Hungary. Budapest. 1933.
- Bericht über die Tätigkeit der Universitäts Augenklinik No. I. in den Jahren 1904-1935. Budapest. 1935. Online
- Ötven év munkában. Budapest. 1939.

### További művei
- A rövidlátás operálása : a Budapesti Kir. Orvosegyesületben 1897. november 13-án tartott előadás. Budapest. 1898.[10]
- A magyar orvosok és természetvizsgálók 1846-iki és 1847-iki vándorgyülésein szemkórházak létesítése érdekében tett indítvány [collig. 7.] : A Szabadkai vándorgyülés alkalmából. Budapest. 1899.[11]
- A szem tuberculosisa. (Orvosképzés, 1913).
- L'enseignement de la médecine et l'enseignement médical complémentaire en Hongrie: Rapport présenté à la Conférence Internationale de Londres août 1913. Budapest. 1913.[12]
- A harctéri szemsérülésekről és megvakulásokról : Az országház delegatio-üléstermében 1915. évi április hó 16-án tartott előadás syllabusa (vázlata). Budapest. 1915.[13]
- A trachomaellenes védekezés. (Orvosi Hetilap. 1924).
- Az egyetemek múltja és jövője. (Budapesti Szemle, 1927).[14]

## További irodalom
- Grósz Emil dr. egyetemi tanár 70-ik születésnapja és egyetemi nyilvános rendes tanárságának harmincadik évfordulója alkalmából tartott beszédek. Budapest. 1936.
- Bíró Imre: Grósz Emil és orvostudományunk nemzetközi kapcsolatai. In: Orvosok Lapja 1945.
- Bíró Imre: Egy klinika nem halhat meg: Grósz Emil arcképéhez. Budapest. 1964.
- Kerekes István: Grósz Emil. In: Élővilág 1965. 6. sz.
- Bíró Imre: Grósz Emil emlékezete. In: Orvosi Hetilap 1990.
- Bíró Imre: Grósz Emil harca a szembajok ellen. In: Vakok Világa 1993.